# 건고추

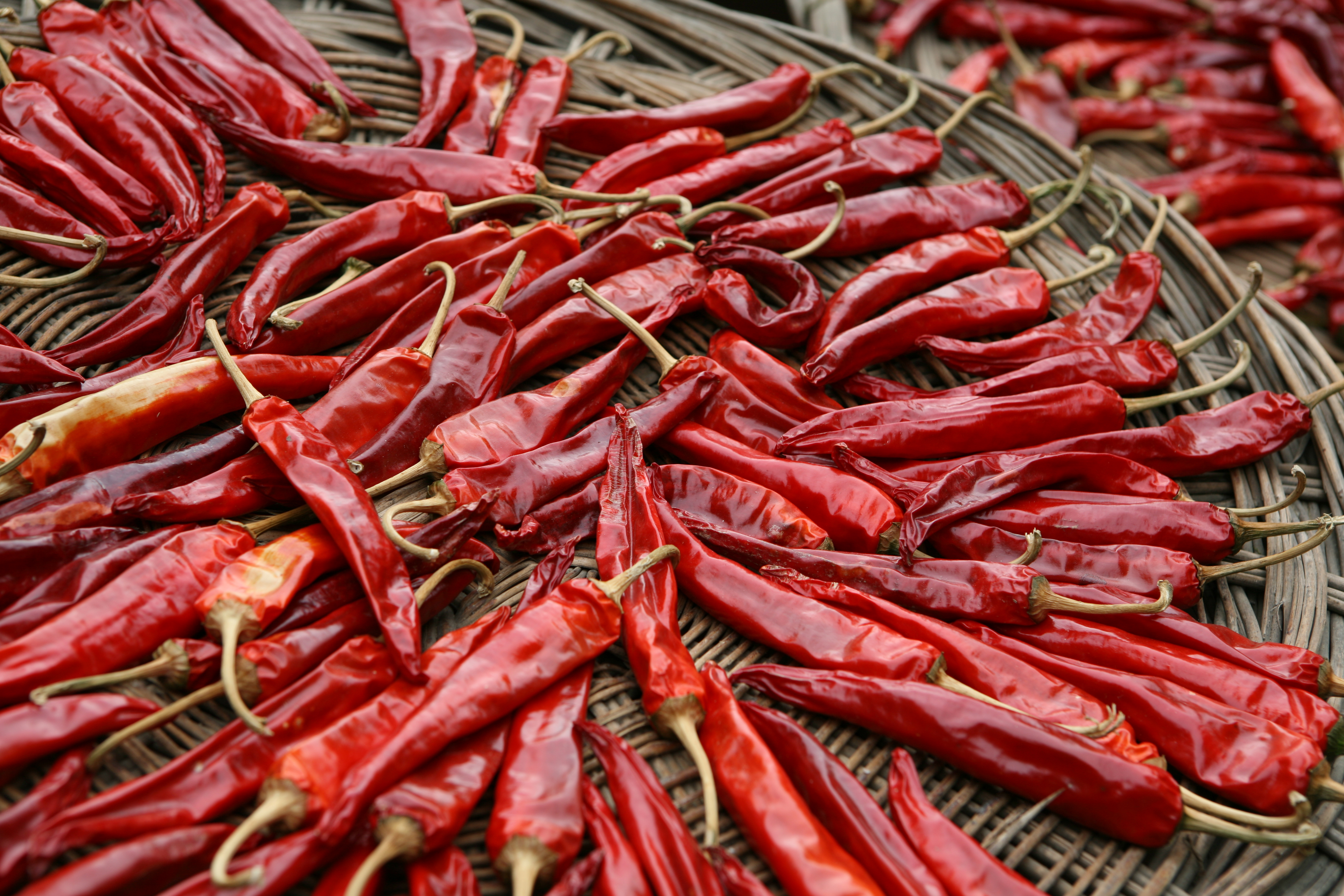
건고추

건고추(乾--)는 마른 고추이다. 햇볕에 말린 것은 태양초(太陽椒)라 부른다.

## 사진

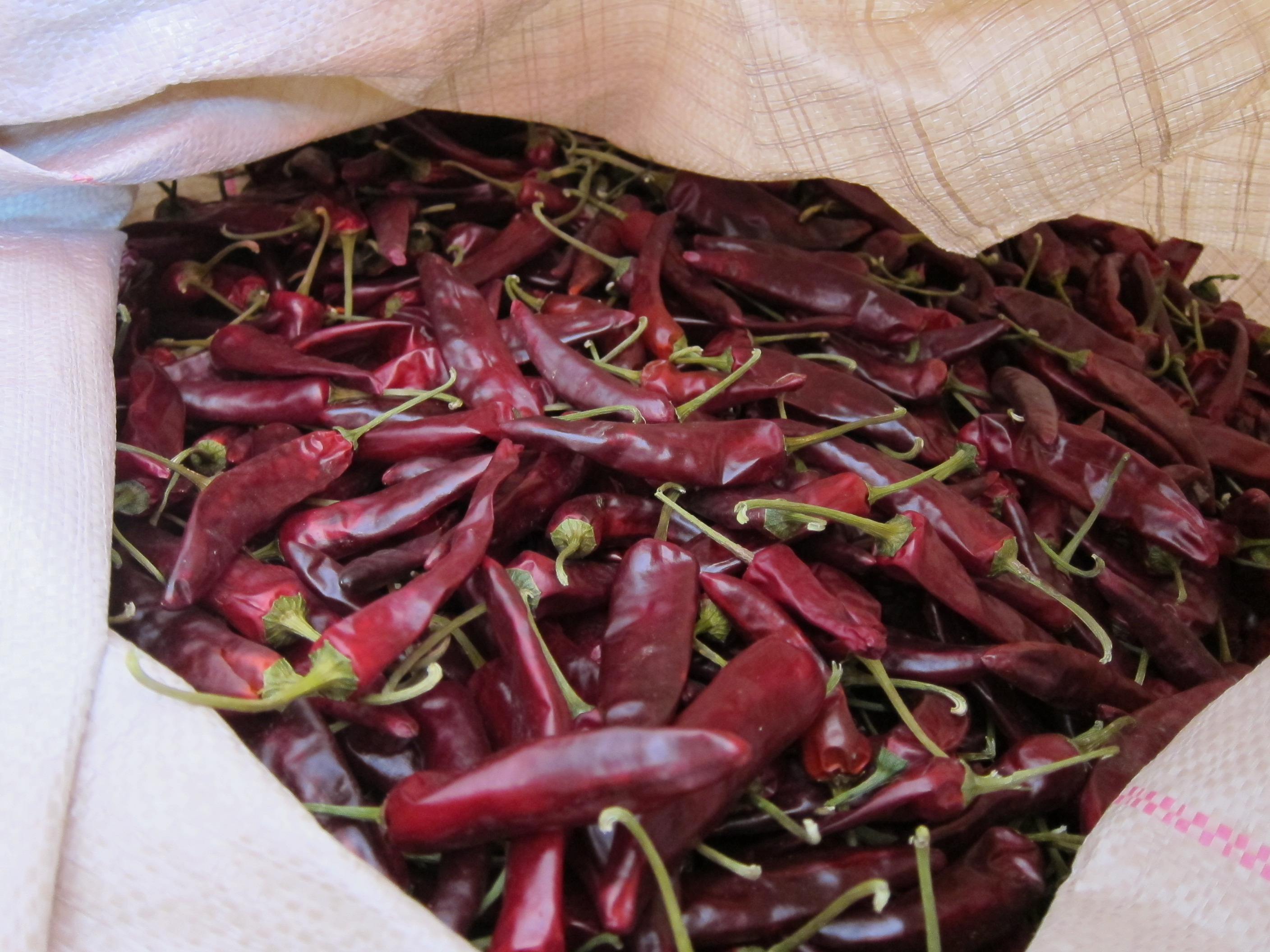
건고추 (한국)
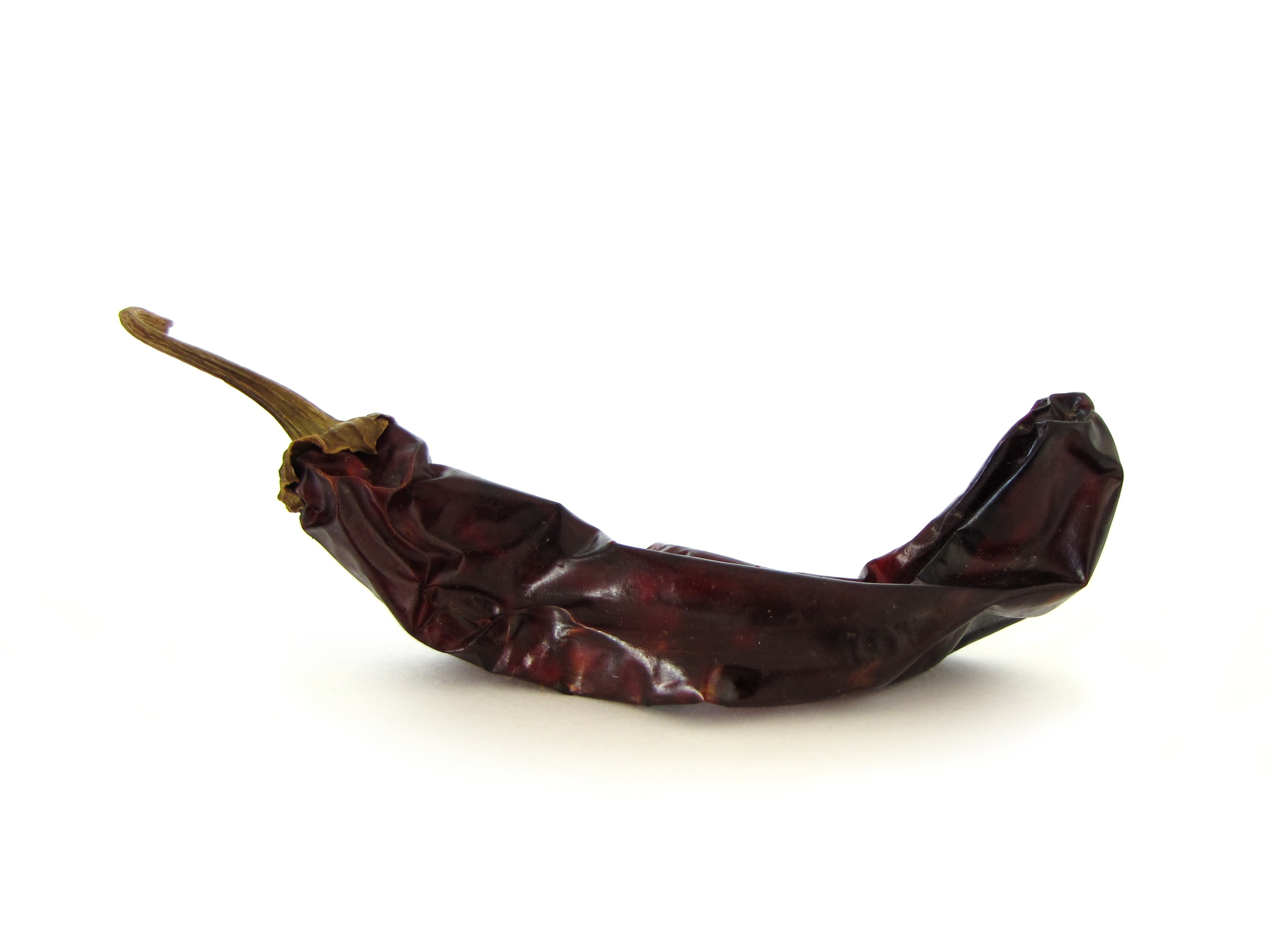
과히요고추 (멕시코)
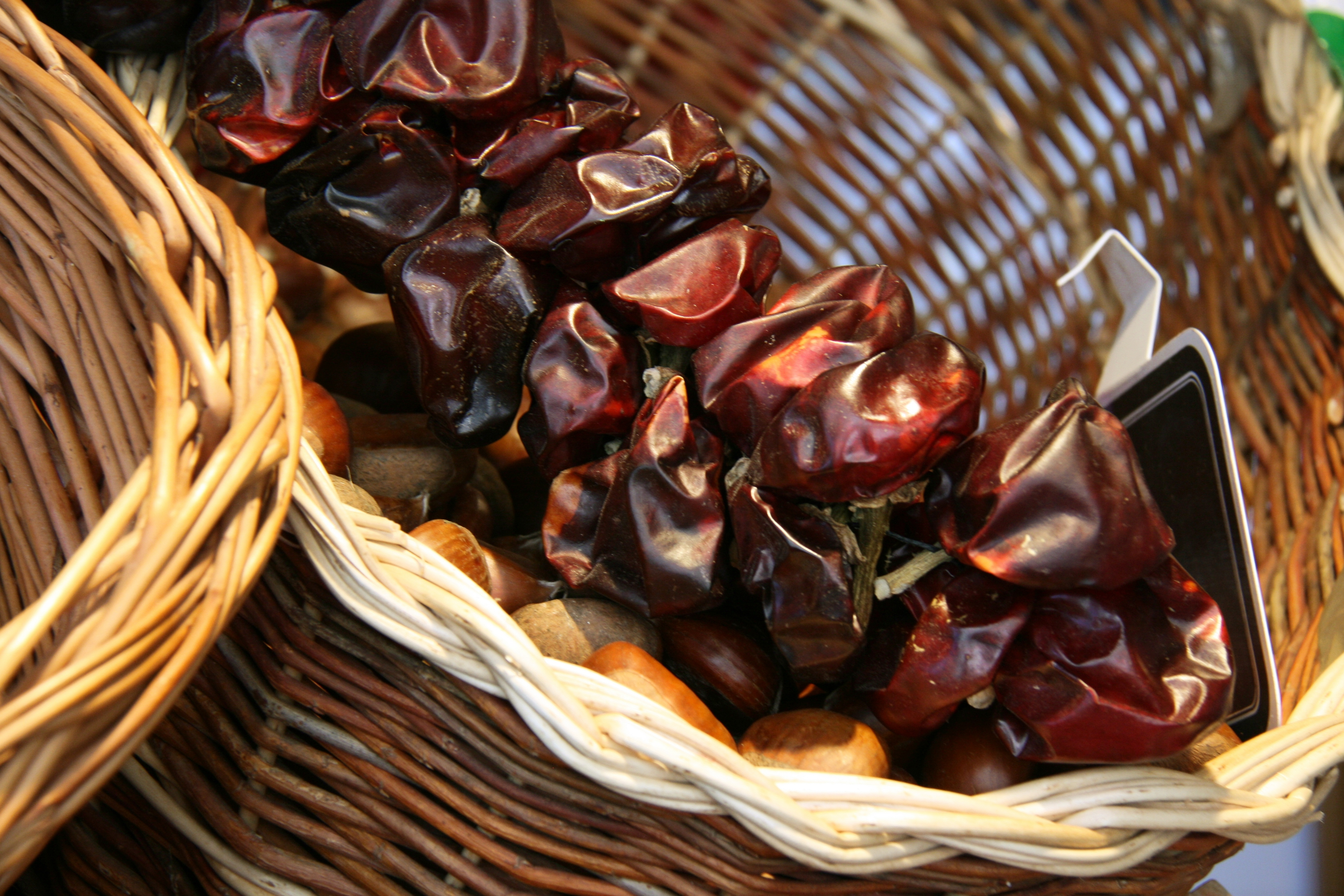
건뇨라 (스페인)
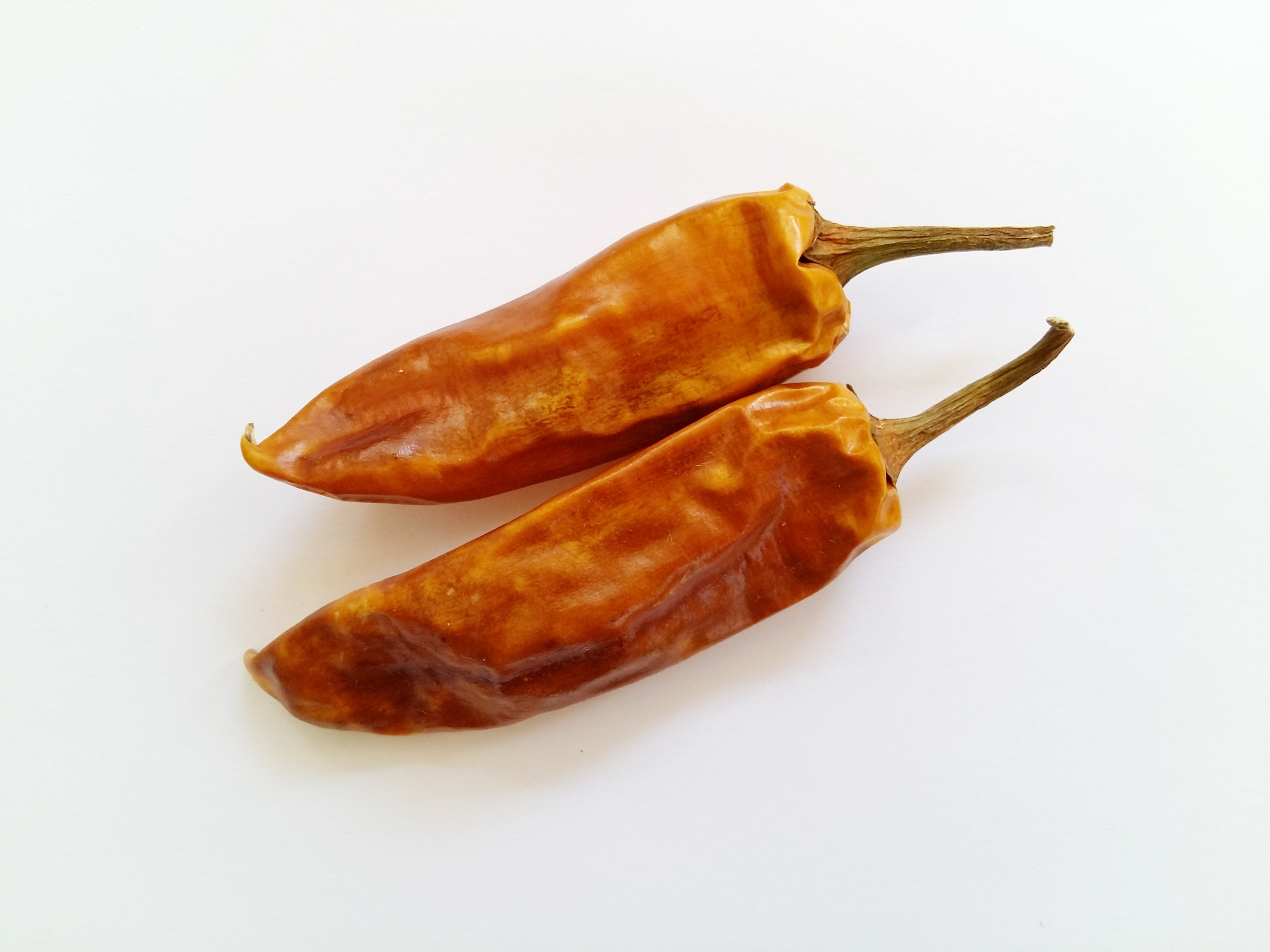
건레몬고추 (페루)
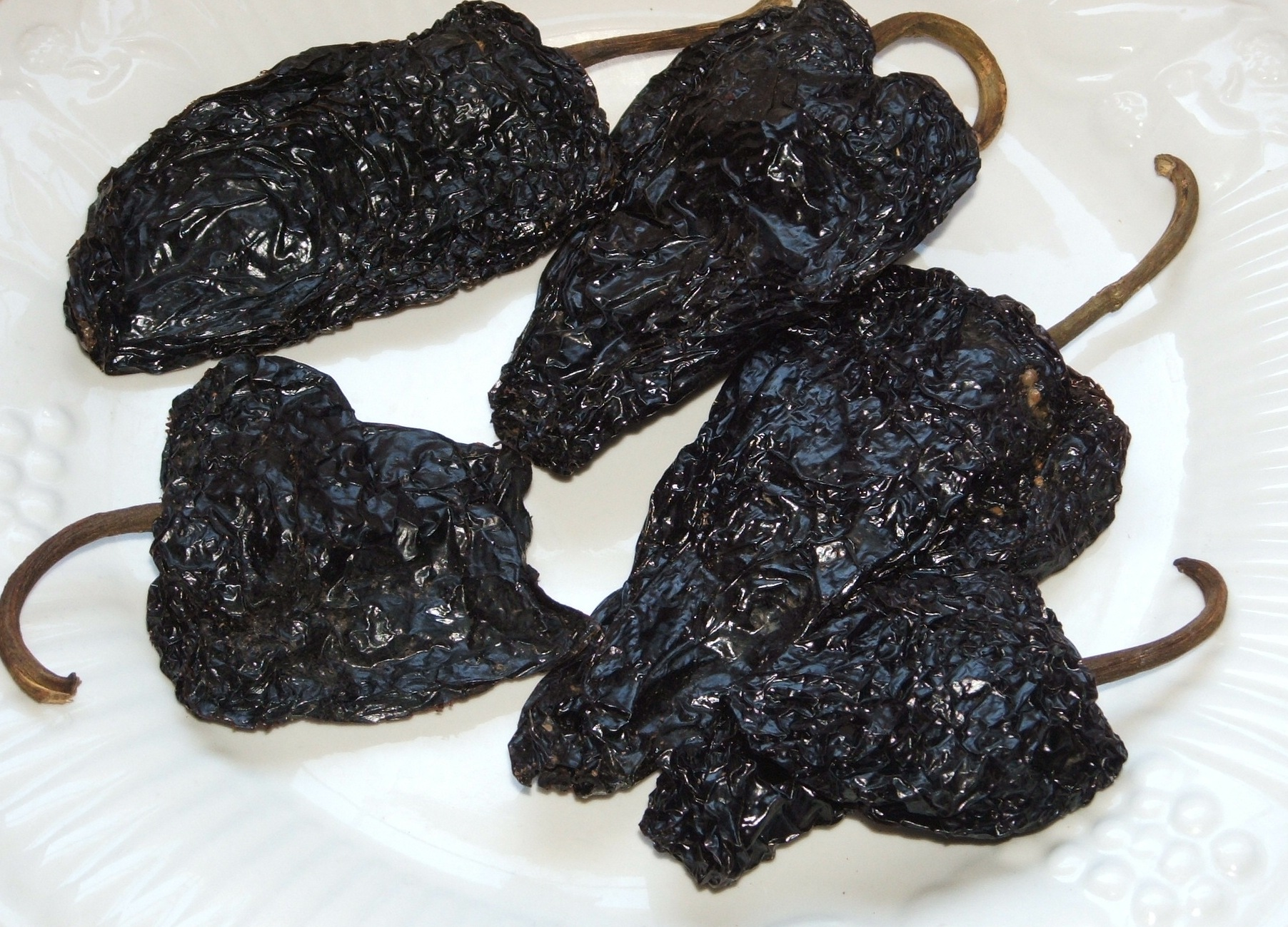
물라토고추 (멕시코)
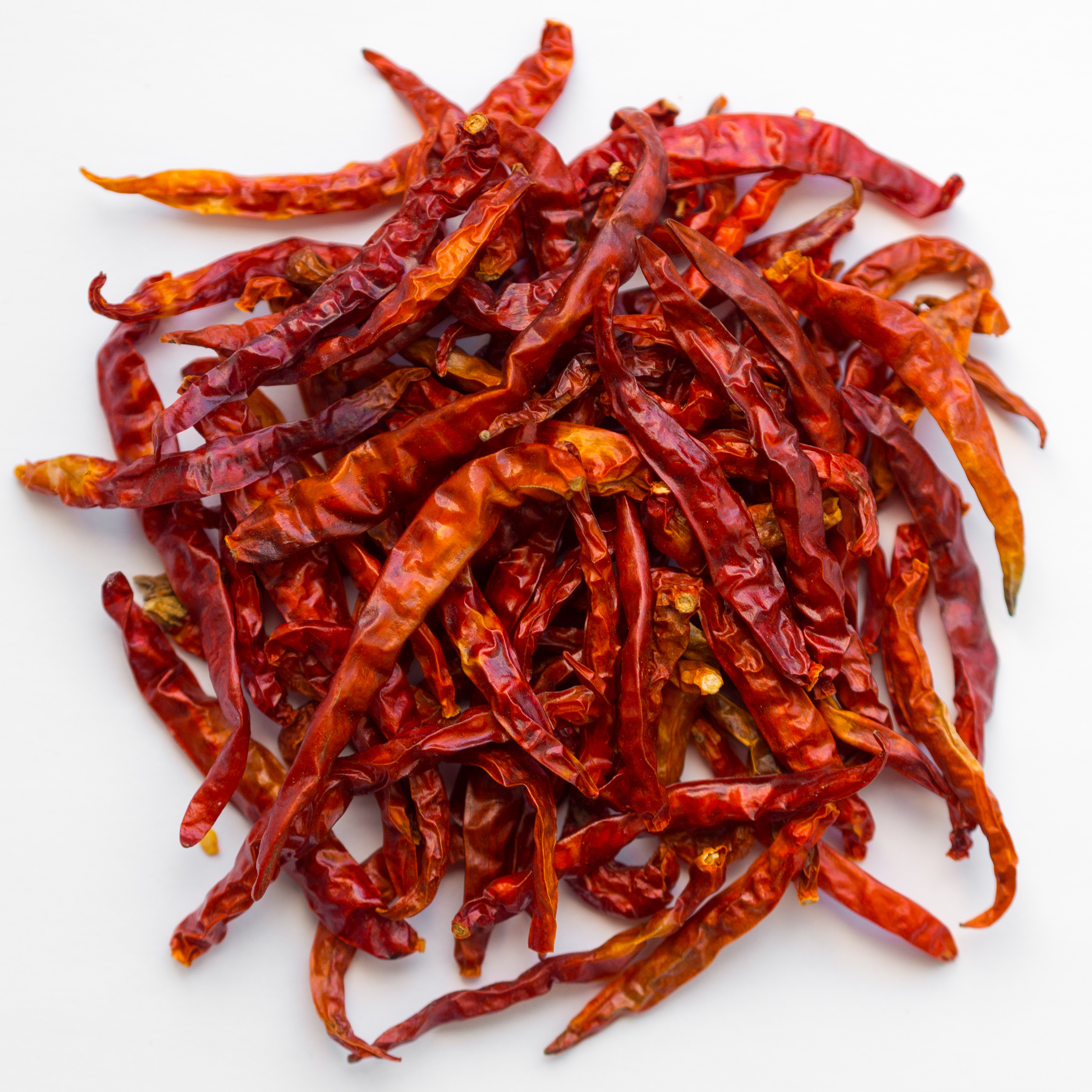
건새눈고추 (태국)
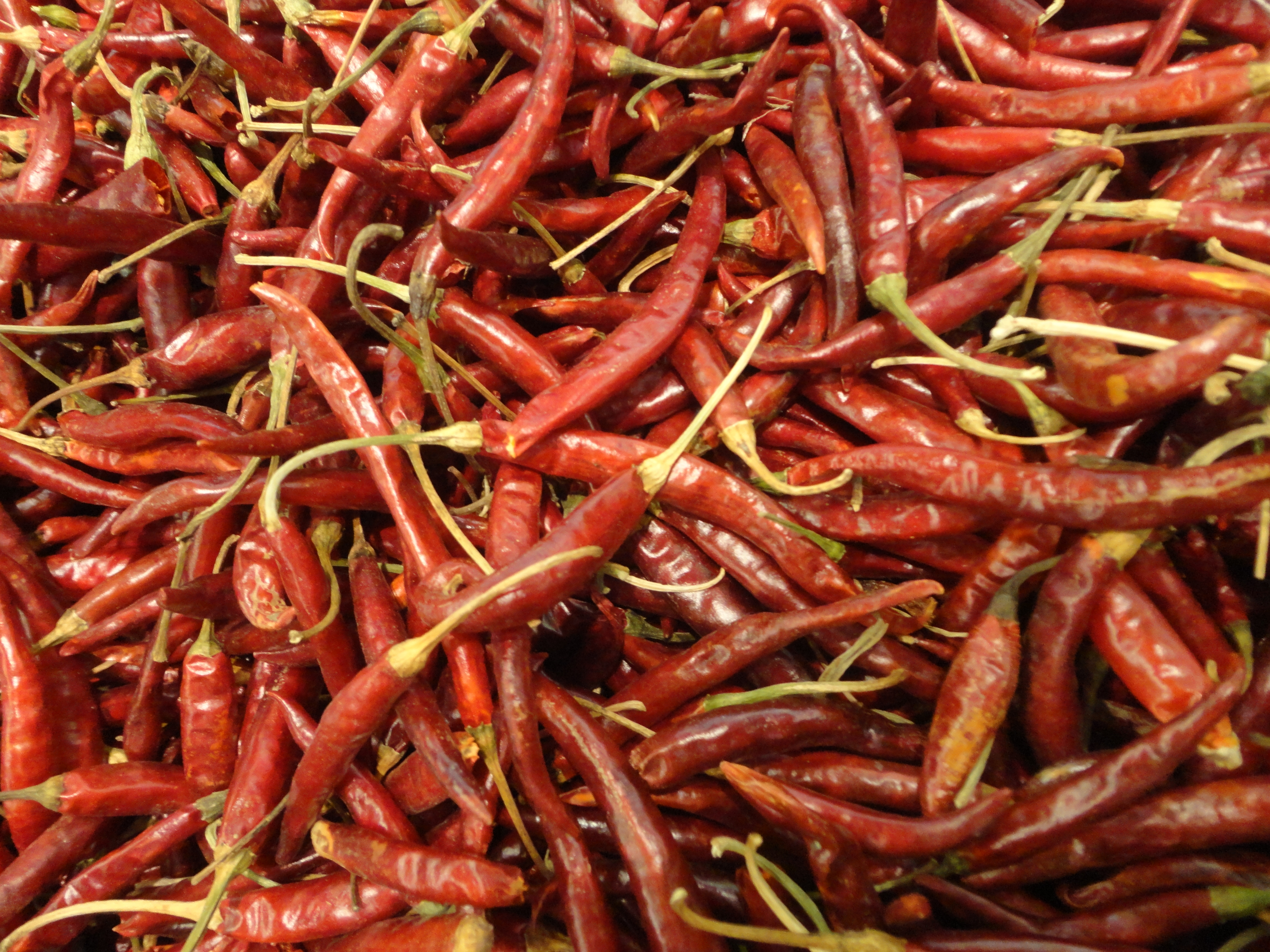
건아르볼고추 (멕시코)
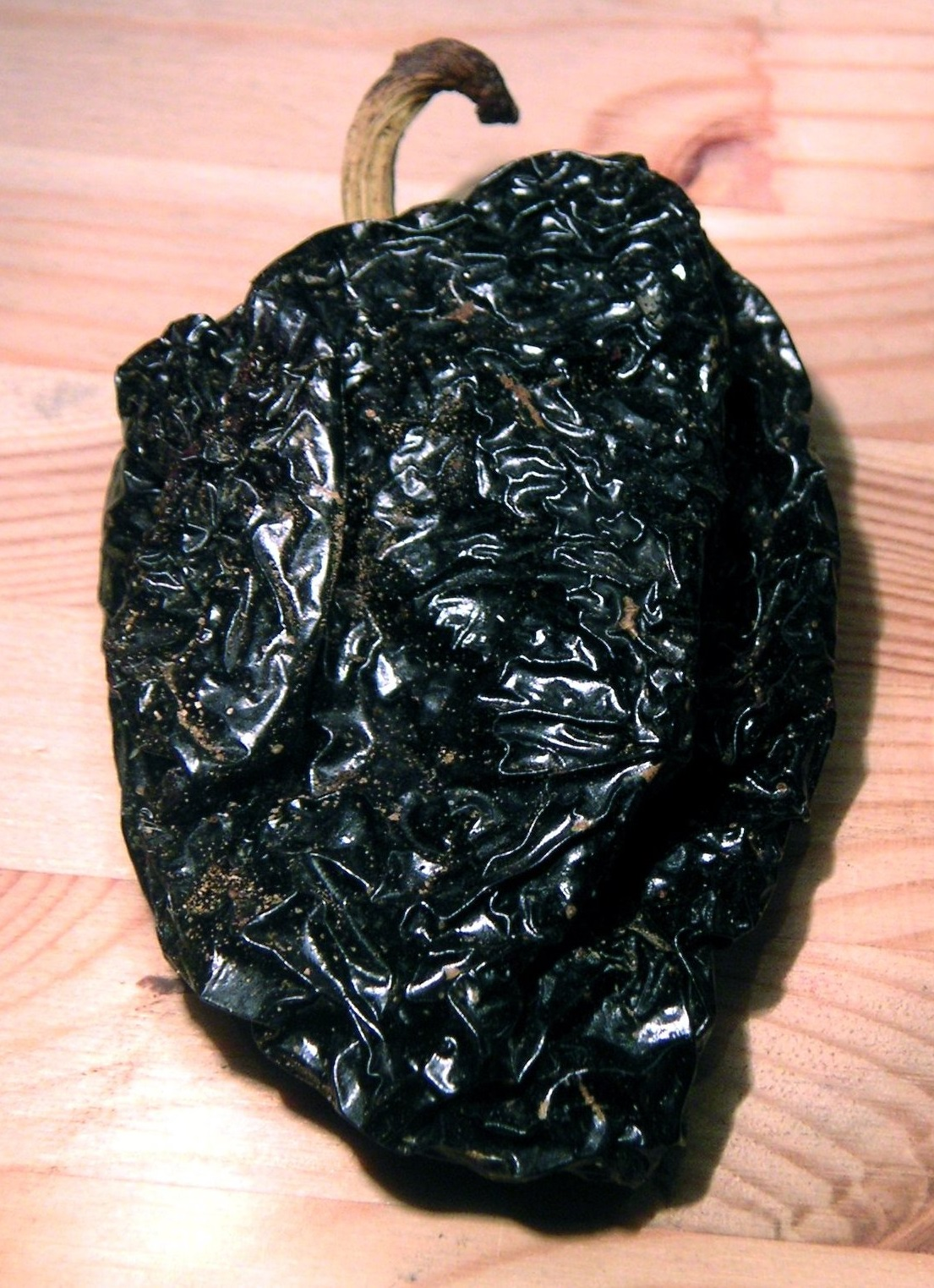
안초고추 (멕시코)
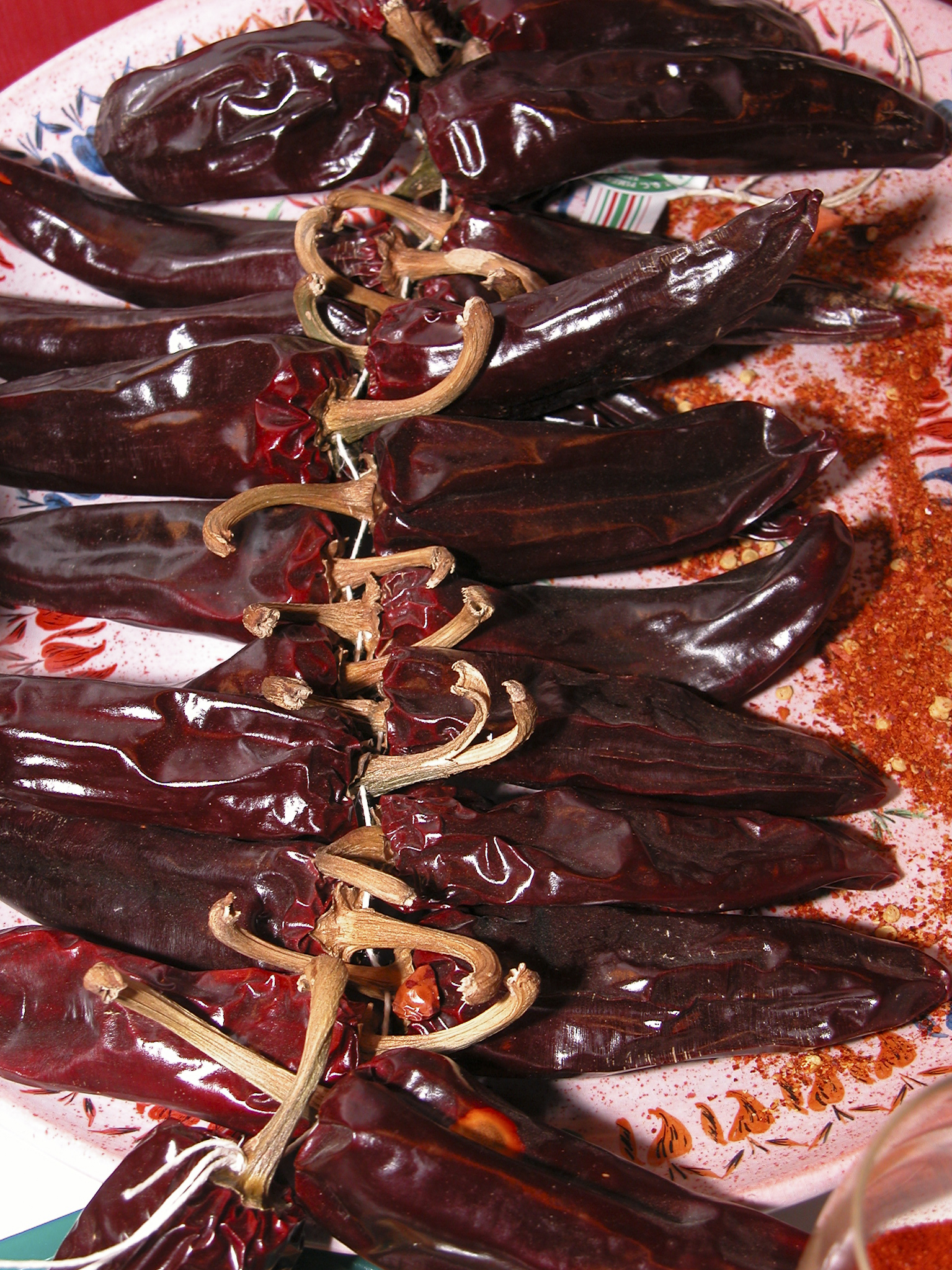
건에스플레트고추 (프랑스)
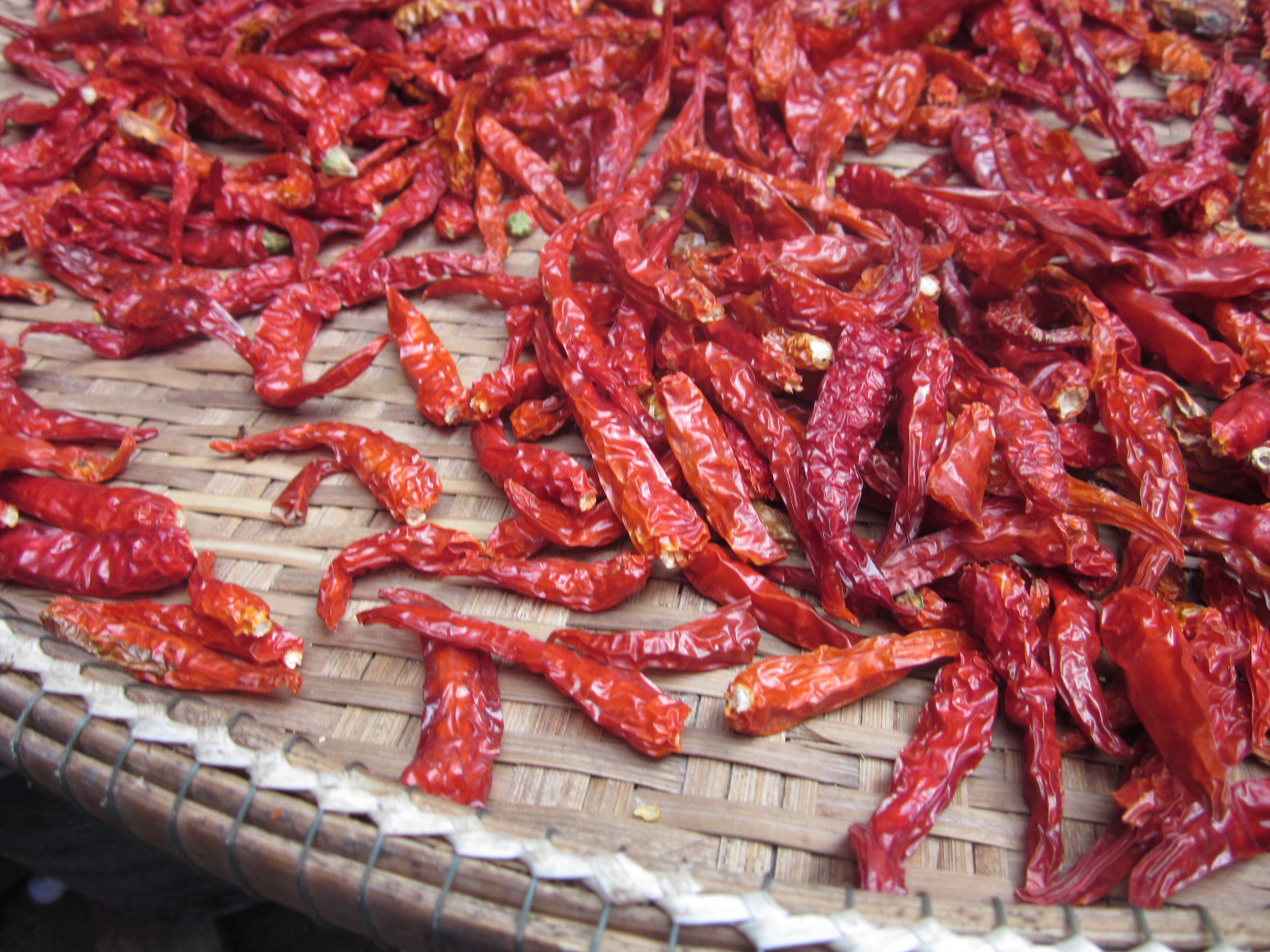
건치파고추 (태국)
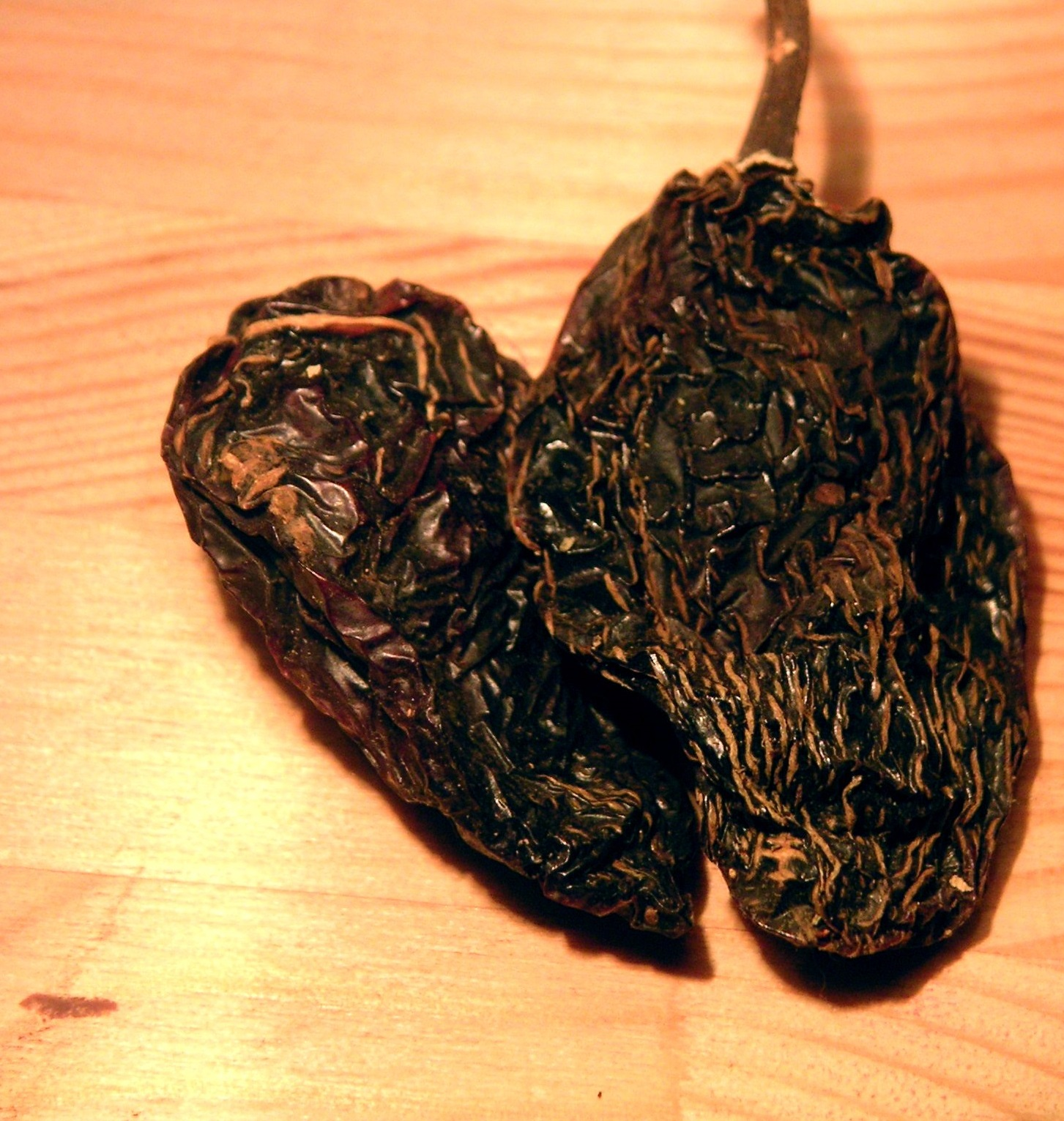
치포틀레고추 (멕시코)
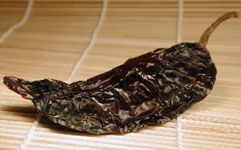
파시야고추 (멕시코)
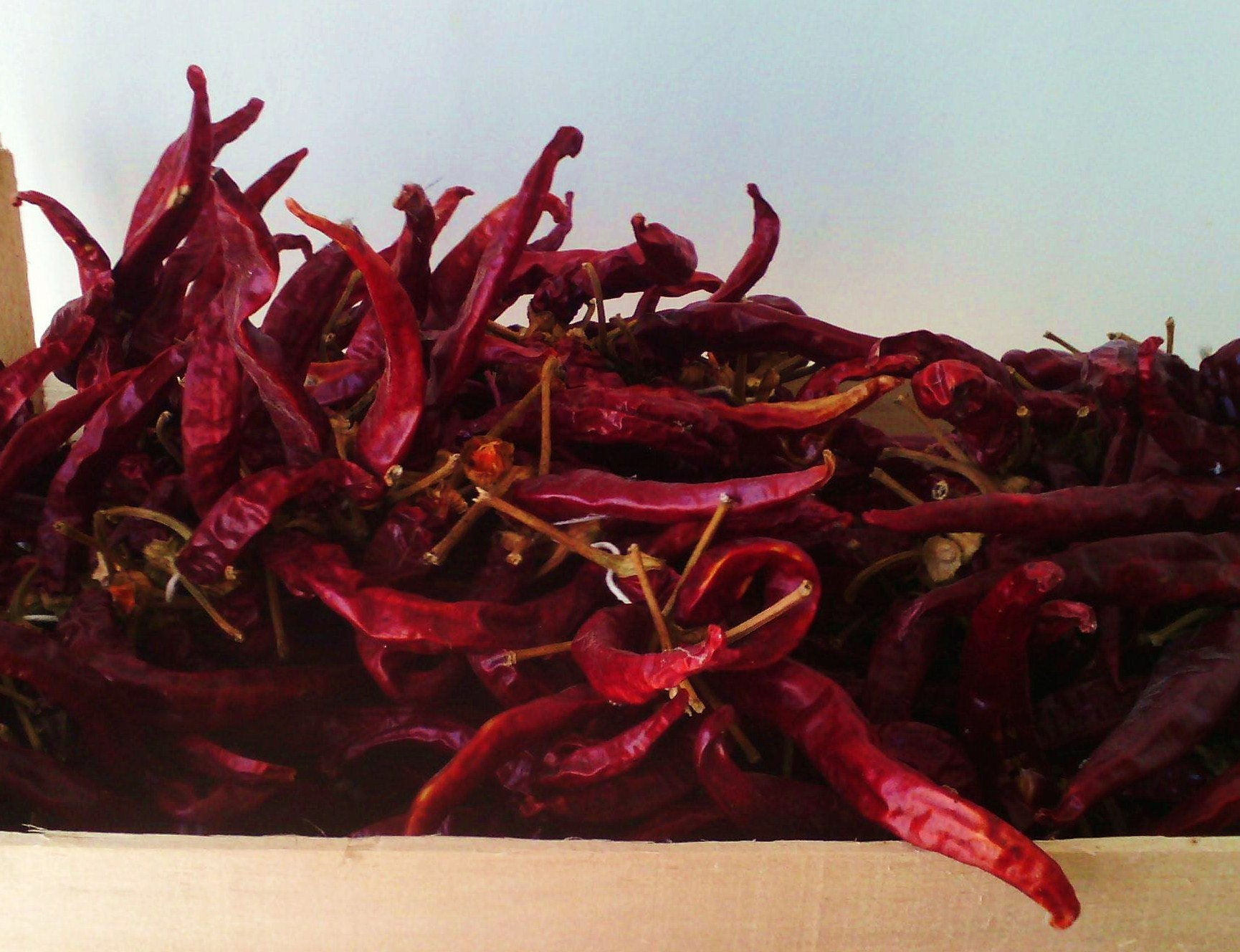
건페페론치노 (이탈리아)
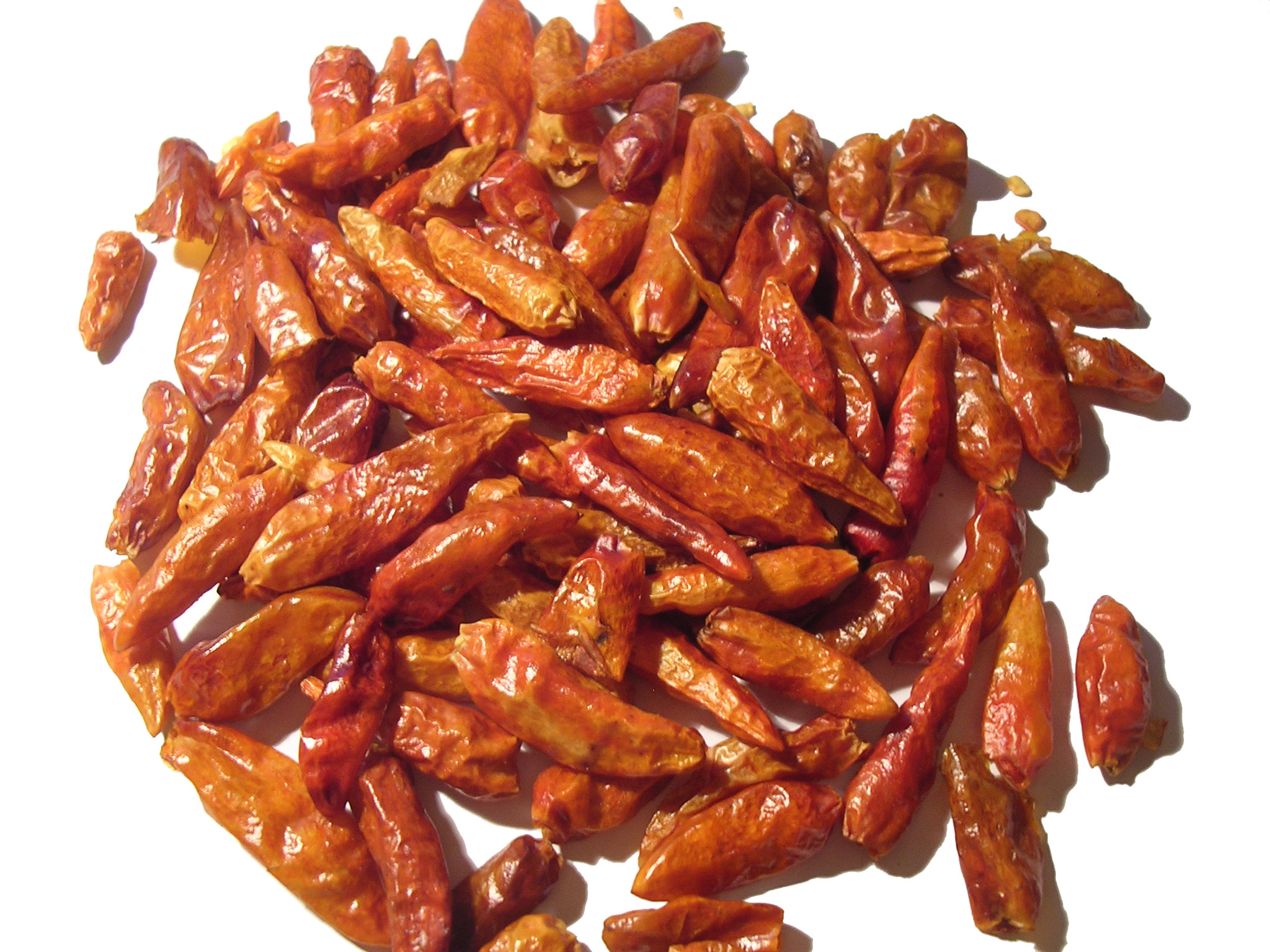
건피리피리 (포르투갈)
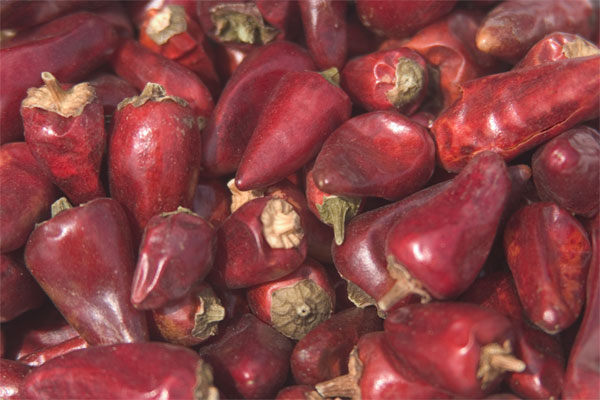
건하늘고추 (중국)

## 같이 보기
- 건채소